# Cochlespira elegans
Espèce
Synonymes
- Cochlespira (Ancistrosyrinx) elegans Dall, 1881
- †Ancistrosyrinx elegans Dall, 1881
- Pleurotoma (Ancistrosyrinx) elegans

Cochlespira elegans est une espèce de mollusques gastéropodes marins de l'ordre des Neogastropoda et de la famille des Cochlespiridae. Elle est trouvée en Mer des Caraïbes, en Colombie, à Cuba et dans le Nord de l'Océan Atlantique.
L'espèce existe aussi à l'état fossile, et a été trouvée dans des terrains datant du Pliocène au Costa Rica et du Miocène au Venezuela.